# Isobel Wylie Hutchison

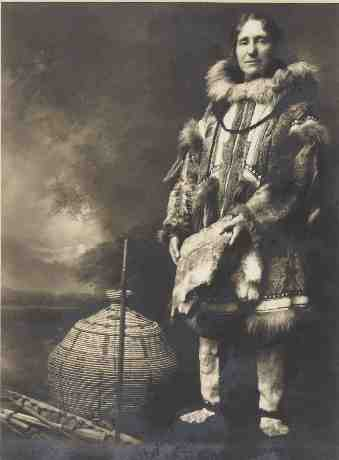
Isobel Wylie Hutchison in Inuit-Kleidung

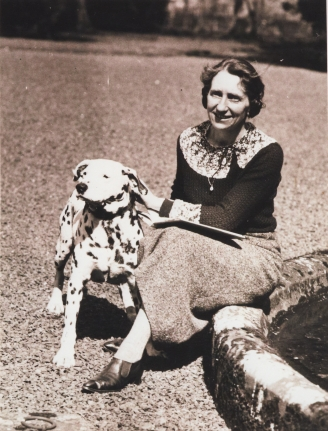
Hutchison in späteren Jahren

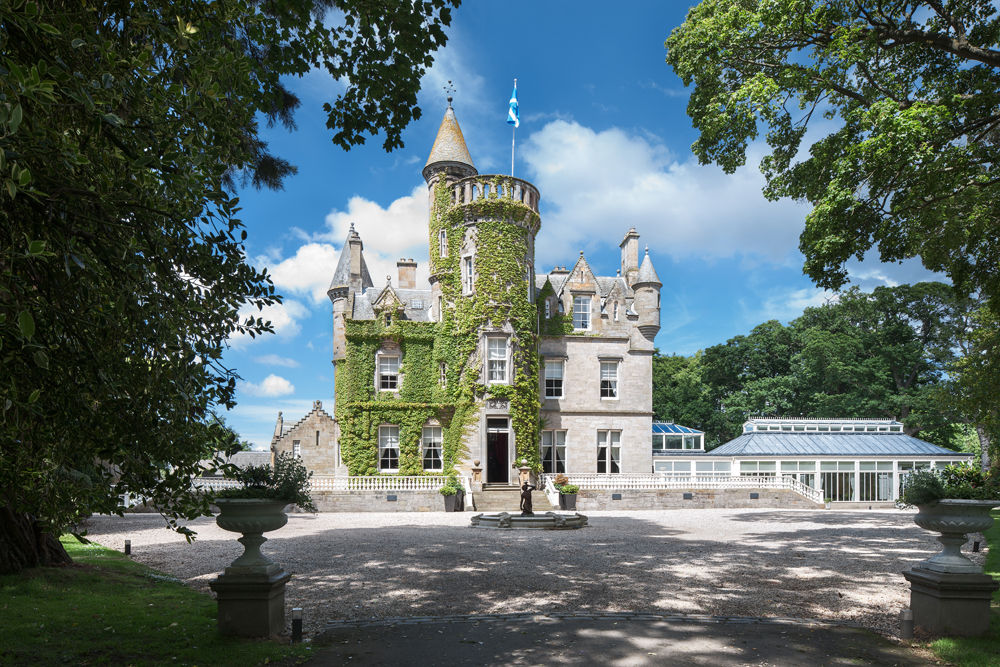
Carlowrie Castle, ehemals Sitz der Familie (2015)

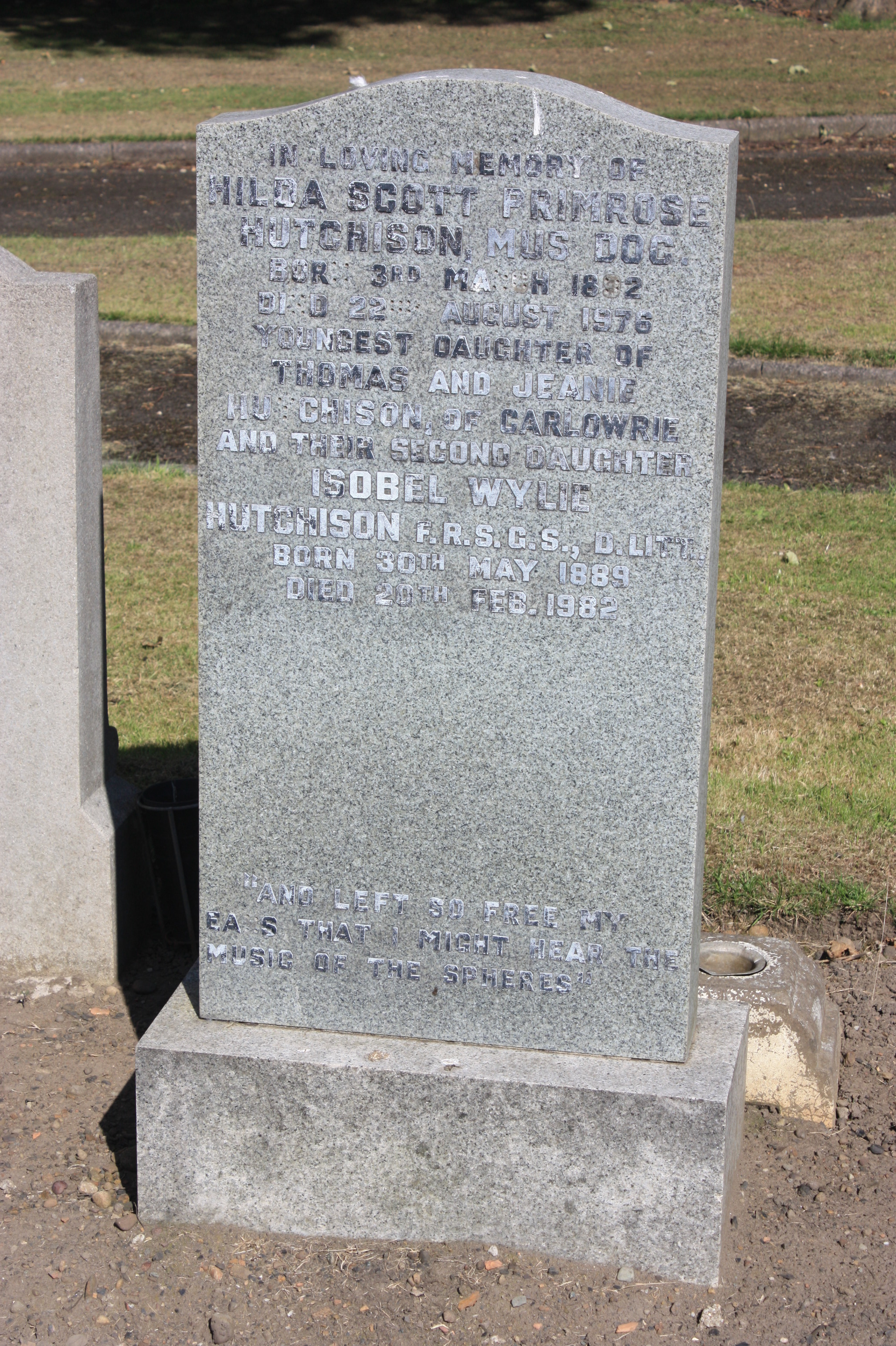
Das Grab von Isobel Wylie Hutchison und ihrer Schwester Hilda in Kirkliston

Isobel Wylie Hutchison (* 30. Mai 1889 in Kirkliston; † 20. Februar 1982 ebenda) war eine britische Forschungsreisende, Botanikerin, Autorin, Malerin und Dokumentarfilmerin aus Schottland.

## Biographie

### Kindheit und frühe Jahre
Isobel Wylie Hutchison war das dritte von fünf Kindern – drei Mädchen und zwei Jungen – von Thomas Hutchison (* 1841), der als Händler in Indien und als Weinhändler in Edinburgh zu Wohlstand gekommen war, und dessen Frau Jeanie Wylie (* 1857). Ihr Onkel war Robert Hutchison of Carlowrie, der von 1864 bis 1871 Präsident der Royal Scottish Arboricultural Society war.
Isobel wuchs im Herrenhaus Carlowrie Castle in Kirkliston in behüteter Umgebung auf. Ihr Vater, der ihr sehr zugetan war, war Hobby-Botaniker, der seine Leidenschaft für Pflanzen und Gärten sowie die Angewohnheit, sich penible Notizen zu machen, an seine Tochter weitergab. Sie wurde zu Hause von einer Gouvernante unterrichtet und lernte Deutsch von einer deutschen Lehrerin; in späteren Jahren soll sie mehrere Sprachen fließend gesprochen haben. Sie war körperlich sehr aktiv und betrieb viele Sportarten, darunter Krocket, Tennis, Bogenschießen, Radfahren und Scottish Country Dance. Ab 1900 besuchte sie eine Schule für junge Damen in Edinburgh.
Als Isobel zehn Jahre alt war, starb ihr Vater; 1912 verunglückte ein Bruder tödlich beim Bergsteigen, ein weiterer Bruder fiel im Ersten Weltkrieg. Sie selbst meldete sich mit ihrer Schwester Hilda beim Roten Kreuz in Edinburgh zum Dienst, wo sie Angehörigen von Soldaten, die nicht lesen konnten, deren Briefe vorlas. Erstmals verließ sie ihr bis dahin behütetes Leben und kam in Berührung mit Armut. Sie schrieb in ihr Tagebuch: „Es scheint, als führe ich ein sinnloses Leben.“ 1917 belegte sie einen Kurs am Studley Horticultural College for Women in Warwickshire.

### Als Forschungsreisende unterwegs
Vermutlich auch um ihre Trauer zu verarbeiten, begann Isobel Wylie Hutchison, zum Missfallen ihrer Mutter Fernwanderungen zu unternehmen, manchmal allein, mitunter gemeinsam mit ihrer Schwester Hilda. 1924 erwanderte sie die Hebriden und die Shetland-Inseln. Ein kleines Erbe von ihrem Vater machte es ihr möglich, die Reisen zu finanzieren.
1925 reiste Isobel Wylie Hutchison nach Island, um von Reykjavík nach Akureyri zu wandern, eine Strecke von rund 420 Kilometern: ein gefährliches Unterfangen, da es keine Landkarten gab und auch niemanden, der sie hätte führen können. Zwischen 1927 und 1936 machte sie insgesamt vier große Reisen, immer auf sich allein gestellt. Sie schloss aber unterwegs viele Bekanntschaften und Freundschaften und bewies ihr Talent, sich auch den schwierigsten Umständen anzupassen. Dennoch fand sie für ihre geistigen und körperlichen Anstrengungen vergleichsweise wenig Anerkennung, was nach Ansicht der Autorin Jo Woolf daran lag, dass sie selbst die Strapazen und Unannehmlichkeiten auf ihren Reisen herunterspielte.
Zwei Mal fuhr Wylie Hutchison nach Grönland, eine Expedition ging in den Norden von Alaska und von Kanada, und die vierte Reise führte sie auf die Aleuten und die Pribilof-Inseln. Auf ihren Reisen hielt Isobel Wylie Hutchison in Gedichten, Notizen und Zeichnung fest, was sie sah und erlebte. Sie sammelte, konservierte und beschriftete Tausende von Pflanzenexemplaren und schickte regelmäßig Pakete per Schiff zurück nach Großbritannien.
Es dauerte nahezu zwei Jahre, bis zum August 1927, bis Wylie Hutchison mit Unterstützung der Royal Horticultural Society die erforderliche Genehmigung erhielt, in Grönland einzureisen, um die dortige Pflanzenwelt zu erforschen. Sie selbst glaubte, die erste Schottin zu sein, die das Land betrat. Vor Ort wurde sie von dem Polarforscher Knud Rasmussen unterstützt, der ihr half, Zugang zu den Menschen zu erhalten. Sie versuchte, die grönländische Sprache zu erlernen, und filmte die Menschen in ihrem Alltag. Es sind einige der frühesten dokumentarischen Filmaufnahmen, die in Grönland je gemacht wurden.
Nach ihrer Rückkehr nach Schottland begann Isobel Wylie Hutchison, über ihre Reisen zu schreiben. Ihre Veröffentlichungen brachten ihr ein gutes Einkommen, auf das sie nun angewiesen war, da ihr Erbe inzwischen aufgebraucht war. Ihre Artikel und Gedichte wurden veröffentlicht, und sie sprach im Radio. Sie ging auf Vortragsreisen und sprach vor akademischen Gremien wie der Royal Scottish Geographical Society (RSGS), deren Fellow und Vizepräsidentin sie später wurde. Sechs Monate nach ihrer Rückkehr machte sie sich erneut auf die Reise, in eine Siedlung in Nordgrönland, oberhalb des Polarkreises.
1933/34 stand ihre Reise nach Alaska und Kanada an, auf der Wylie Hutchison so verschiedene Verkehrsmittel wie Schiffe, die Eisenbahn, ein Flugzeug, kleine Boote und Hundeschlitten benutzte. Ihr Weg führte von Vancouver aus über die Beringstraße bis nach Edmonton. Einmal mietete sie von Einheimischen einen Schoner namens Trader; als dieser im Eis festsaß, verbrachte sie mehrere Wochen in der Ein-Raum-Blockhütte des estnischen Pelzhändler und Prospektor Gus Masik auf Sandspit Island. Sie war diesem sehr zugetan, betonte aber, sie habe „physische Grenzen gesetzt“. Bei Temperaturen von minus 20 Grad Celsius und weniger brachten sie und Masik den Rest der 350 Meilen langen Reise entlang der arktischen Küste nach Herschel Island mit einem Hundeschlitten zu Ende. Später beschrieb Wylie Hutchison Masik in einem ihrer Bücher, und die beiden blieben in Briefkontakt bis zu Masiks Tod im Jahre 1976.
In einem Brief aus dem Jahre 1934 an Arthur William Hill, den Direktor der Royal Botanic Gardens in Kew,  schrieb sie, dass sie froh sei zu hören, dass die Gärten die von ihr eingesandten 308 Arten erhalten hätten, für die ihr 10 Pfund und 10 Shilling bezahlt worden waren. Aber sie betonte: „Der Spaß am Sammeln ist natürlich nicht die Bezahlung, sondern die Freude, die Blumen zu finden.“
Im Mai 1936 machte sich Isobel Wylie Hutchison auf ihre letzte große Reise. Von Winnipeg aus erkundete sie mit einem Kutter der Küstenwache die Aleuten und sammelte Pflanzen auf den größten Inseln sowie auf Kodiak und den Pribilof-Inseln. Allein auf Attu fand sie innerhalb von zwei Stunden 69 Spezies.

### Späte Jahre
Der Ausbruch des Zweiten Weltkriegs machte Pläne für weitere Reisen in die Arktis zunichte. Nach dem Krieg absolvierte Isobel Wylie Hutchison eine Reihe von langen Wanderungen, unter anderem von ihrem Haus in Schottland nach London, von Innsbruck nach Venedig und von Edinburgh nach John o’ Groats. Auch hielt sie weiterhin Vorträge, bei denen sie ihre Filme und Dias zeigt. Sie verstarb 1982 in Carlowrie Castle im Alter von 92 Jahren.

## Vermächtnis
Isobel Wylie Hutchison sammelte Pflanzen für die Royal Botanic Gardens in Kew und Edinburgh sowie für das British Museum; viele der Artefakte, die sie von ihren Reisen mitbrachte, sind im National Museum of Scotland zu sehen, und die National Library of Scotland bewahrt Papiere und Zeichnungen von ihr auf. Weitere Schätze befinden sich im Cambridge University Museum of Archaeology and Anthropology und im Scott Polar Research Institute. Die Royal Scottish Geographical Society besitzt eine vielfältige Sammlung ihrer Dias, Filme, Gedichte, Gemälde, Rundfunkskripte, Notizen und Bücher. Zeichnungen und Bilder von ihr befinden sich zudem in der Scottish National Gallery und ihre Gedichte in der Scottish Poetry Library.

## Erinnerungen und Ehrungen
Am 24. Oktober 1934 wurde Isobel Wylie Hutchison für ihren „herausragenden Beitrag zum geographischen Wissen durch Erforschung und Abenteuer in potentiell gefährlich physischen oder sozialen Umgebungen“ als erste Frau mit dem Mungo Park Award der Royal Scottish Geographical Society ausgezeichnet. Der Preis wurde ihr vom Duke of York, dem späteren König Georg VI., im heutigen Balmoral Hotel in Edinburgh überreicht. In Dänemark wurde sie mit der Kong Christian den X.s frihedsmedalje (Freiheitsmedaille Christian X.) geehrt. 1949 verlieh ihr die University of St Andrews die Ehrendoktorwürde.
2020 wurde Wylie Hutchison als eine von sechs schottischen Frauen im Rahmen des „Historic Environment Scotland's Commemorative Plaques Scheme“ mit Gedenktafeln geehrt, die an verschiedenen Gebäuden angebracht wurden, so etwa am früheren Haus ihrer Familie, dem Carlowrie Castle, wo ihrer auch mit einer kleinen Ausstellung gedacht wird. In Kooperation mit der RSGS und dem Craft Design House wird dort zudem eine Isobela Wylie Hutchison Collection vertrieben.

## Publikationen (Auswahl)
- Mit Knud Rasmussen: On Greenland's closed shore : the fairyland of the Arctic. William Blackwood & Sons, Edinburgh 1932.
- Mit Ernst Hansen und Knud Rasmussen: The eagle's gift : Alaska Eskimo tales. Doubleday, Doran, New York 1932 (englisch).
- North to the rime-ringed sun; being the record of an Alaska-Canadian journey made in 1933-34. Blackie, London 1934.
- Lyrics from Greenland. Blackie, Glasgow 1935 (englisch).
- Stepping stones from Alaska to Asia. Blackie, London/Glasgow 1937 (englisch).